# العلاقات اليونانية التونسية
العلاقات اليونانية التونسية هي العلاقات الثنائية التي تجمع بين اليونان وتونس.

## مقارنة بين البلدين
هذه مقارنة عامة ومرجعية للدولتين:
| وجه المقارنة                                              | اليونان                                                                             | تونس                                       |
| --------------------------------------------------------- | ----------------------------------------------------------------------------------- | ------------------------------------------ |
| المساحة (كم2)                                             | 131.96 ألف                                                                          | 163.61 ألف                                 |
| عدد السكان (نسمة)                                         | 10.76 مليون                                                                         | 11.53 مليون                                |
| الكثافة السكانية (ن./كم²)                                 | 81.54                                                                               | 70.47                                      |
| العاصمة                                                   | أثينا، نافبليو                                                                      | تونس                                       |
| اللغة الرسمية                                             | لغة يونانية، اليونانية الديموطيقية ‏                                                 | اللغة العربية                              |
| العملة                                                    | يورو، دراخما، فينيكس يوناني ‏                                                        | دينار تونسي                                |
| الناتج المحلي الإجمالي (بليون دولار)                      | 200.29 مليار                                                                        | 40.26 مليار                                |
| الناتج المحلي الإجمالي (تعادل القوة الشرائية) بليون دولار | 285.45 مليار                                                                        | 129.05 مليار                               |
| الناتج المحلي الإجمالي الاسمي للفرد دولار أمريكي          | 18.00 ألف                                                                           | 3.87 ألف                                   |
| الناتج المحلي الإجمالي للفرد دولار أمريكي                 | 26.85 ألف                                                                           | 11.44 ألف                                  |
| مؤشر التنمية البشرية                                      | 0.865                                                                               | 0.721                                      |
| رمز المكالمات الدولي                                      | +30                                                                                 | +216                                       |
| رمز الإنترنت                                              | .gr                                                                                 | .tn                                        |
| المنطقة الزمنية                                           | توقيت شرق أوروبا، ت ع م+02:00، ت ع م+03:00، توقيت شرق أوروبا الصيفي ‏، أوروبا/أثينا ‏ | ت ع م+01:00، توقيت وسط أوروبا، ت ع م+02:00 |

## مدن متوأمة
في ما يلي قائمة باتفاقيات التوأمة بين مدن يونانية وتونسية:
- ترتبط كالاماتا مع بنزرت باتفاقية توأمة.

## منظمات دولية مشتركة
يشترك البلدان في عضوية مجموعة من المنظمات الدولية، منها:
| علم المنظمة | اسم المنظمة                               | تاريخ انضمام اليونان | تاريخ انضمام تونس |
| ----------- | ----------------------------------------- | -------------------- | ----------------- |
|             | يونسكو                                    | 4 نوفمبر 1946        | 8 نوفمبر 1956     |
|             | الفريق المعني برصد الأرض                  | ?                    | ?                 |
|             | مؤسسة التمويل الدولية                     | 26 سبتمبر 1957       | 25 يوليو 1962     |
|             | المركز الدولي لتسوية المنازعات الاستشارية | 21 مايو 1969         | 14 أكتوبر 1966    |
|             | منظمة حظر الأسلحة الكيميائية              | ?                    | ?                 |
|             | مؤسسة التنمية الدولية                     | 9 يناير 1962         | 30 ديسمبر 1960    |
|             | منظمة التجارة العالمية                    | 1995                 | ?                 |
|             | وكالة ضمان الاستثمار متعدد الأطراف        | 30 أغسطس 1993        | 7 يونيو 1988      |
|             | الاتحاد البريدي العالمي                   | ?                    | ?                 |
|             | الاتحاد الدولي للاتصالات                  | 1866                 | 14 ديسمبر 1956    |
|             | منظمة الشرطة الجنائية الدولية             | ?                    | ?                 |
|             | الأمم المتحدة                             | 25 أكتوبر 1945       | 12 نوفمبر 1956    |
|             | البنك الدولي للإنشاء والتعمير             | 27 ديسمبر 1945       | 14 أبريل 1958     |
|             | المنظمة الهيدروغرافية الدولية             | ?                    | ?                 |

## أعلام
هذه قائمة لبعض الشخصيات التي تربطها علاقات بالبلدين:
- المنجي سليم (دبلوماسي تونسي، 1 سبتمبر 1908 – 23 أكتوبر 1969[28])
- محمد خزندار (سياسي تونسي، 1810 – 22 يونيو 1889)
- هيلين كاتزارس (ممثلة تونسية، 1956 – )

## وصلات خارجية
- موقع وزارة الخارجية اليونانية
- موقع وزارة الخارجية التونسية